# Bedem Grebaštica
Bedem Grebastica – mur obronny, nazywany „murem chińskim” na półwyspie Oštrica w miejscowości Grebaštica. Został zbudowany w 1497 r. Budowę muru rozpoczęto w celu ochrony przed częstymi napadami tureckimi. Budowę wsparł finansowo wenecki doża Agostino Barbarigo.
Ściana rozciąga się od jednej strony półwyspu Oštrica do drugiej i ma 6–9 m wysokości i 60–80 cm szerokości.
Mur znajduje się na półwyspie Oštrica, który znajduje się w żupani Szybenik-Knin, w południowo-środkowej części Chorwacji. Trzeba do niego dojść pieszo, gdyż wcześniej jest szlaban, przed którym zostawia się samochód.

## Historia
Pierwotnie służył jako schronienie przed najazdami tureckimi, a następnie jako kwarantanna dla chorych na dżumę. W XVII wieku zagrożenie tureckie zmniejszyło się, tak że mur obronny jako jedna z dwóch fortyfikacji obronnych weneckich stracił na znaczeniu. Później mieszkańcy Grebašticy używali muru jako schronienia przed atakami piratów dokonywanymi przez przepływające statki brytyjskie, a całość funkcji utraciła konstrukcja w pierwszej połowie XIX wieku.

## Znaczenie
Pierwotnie służył jako schronienie przed najazdami tureckimi, a następnie jako kwarantanna dla chorych na dżumę. Później mieszkańcy Grebašticy używali muru jako schronienia przed atakami piratów dokonywanymi przez przepływające statki brytyjskie. Dziś mur jest uważany za główny symbol osady, a półwysep Grebaštica jest oprócz fortyfikacji znany z siedliska mieszkających tam muflonów. To niesamowity obszar na przyjemny spacer, przeznaczony na rezerwat przyrody. Masywny mur Oštricy jest jednym z najpiękniejszych przykładów średniowiecznych murów obronnych w Chorwacji, co czyni go wartym odwiedzenia. Zaciszne plaże półwyspu Oštrica są również całkiem ładne, a cały półwysep, gęsto zalesiony, jest przyjemnym terenem do wędrówek.